# Regionale Fußball-Titelträger in Deutschland 1945–1964
Liste der Meister, Pokalsieger und Amateurmeister der Fußball-Regionalverbände in Deutschland von 1945 bis 1964.

## Norddeutschland
| Jahr | Meister      | Pokalsieger           | Amateurmeister                  |
| ---- | ------------ | --------------------- | ------------------------------- |
| 1946 | –            | –                     | –                               |
| 1947 | –            | –                     | –                               |
| 1948 | Hamburger SV | –                     | –                               |
| 1949 | Hamburger SV | –                     | –                               |
| 1950 | Hamburger SV | –                     | –                               |
| 1951 | Hamburger SV | –                     | –                               |
| 1952 | Hamburger SV | –                     | –                               |
| 1953 | Hamburger SV | Hamburger SV          | –                               |
| 1954 | Hannover 96  | mehrere Qualifikanten | –                               |
| 1955 | Hamburger SV | Hamburger SV          | –                               |
| 1956 | Hamburger SV | Hamburger SV          | Eintracht Braunschweig Amateure |
| 1957 | Hamburger SV | Hamburger SV          | Werder Bremen                   |
| 1958 | Hamburger SV | VfL Osnabrück         | ASV Bergedorf 85                |
| 1959 | Hamburger SV | Hamburger SV          | SV Arminia Hannover             |
| 1960 | Hamburger SV | Hamburger SV          | Hannover 96 Amateure            |
| 1961 | Hamburger SV | –                     | Holstein Kiel                   |
| 1962 | Hamburger SV | –                     | Werder Bremen                   |
| 1963 | Hamburger SV | –                     | VfL Wolfsburg                   |
| 1964 | –            | –                     | Hannover 96 Amateure            |

## Berlin
| Jahr | Meister                 | Pokalsieger             | Amateurmeister      |
| ---- | ----------------------- | ----------------------- | ------------------- |
| 1946 | SG Wilmersdorf          | SG Wilmersdorf          | –                   |
| 1947 | SG Charlottenburg       | SG Oberschöneweide      | –                   |
| 1948 | SG Oberschöneweide      | SG Oberschöneweide      | –                   |
| 1949 | Berliner SV 1892        | Tennis Borussia Berlin  | –                   |
| 1950 | Tennis Borussia Berlin  | Wacker 04 Berlin        | –                   |
| 1951 | Tennis Borussia Berlin  | Tennis Borussia Berlin  | –                   |
| 1952 | Tennis Borussia Berlin  | Blau-Weiß 90 Berlin     | –                   |
| 1953 | SC Union 06 Berlin      | BFC Viktoria 1889       | –                   |
| 1954 | Berliner SV 92          | Spandauer SV            | –                   |
| 1955 | BFC Viktoria 1889       | Spandauer SV            | –                   |
| 1956 | BFC Viktoria 1889       | Spandauer SV            | BFC Südring         |
| 1957 | Hertha BSC              | SC Tasmania 1900 Berlin | BFC Alemannia 90    |
| 1958 | Tennis Borussia Berlin  | Hertha BSC              | Rapide Wedding      |
| 1959 | SC Tasmania 1900 Berlin | Hertha BSC              | SV Norden-Nordwest  |
| 1960 | SC Tasmania 1900 Berlin | SC Tasmania 1900 Berlin | Polizei SV Berlin   |
| 1961 | Hertha BSC              | SC Tasmania 1900 Berlin | SC Union 06 Berlin  |
| 1962 | SC Tasmania 1900 Berlin | SC Tasmania 1900 Berlin | SC Tegel            |
| 1963 | Hertha BSC              | SC Tasmania 1900 Berlin | Blau-Weiß 90 Berlin |
| 1964 | –                       | Hertha BSC              | BFC Viktoria 1889   |

## West
| Jahr | Meister           | Pokalsieger               | Amateurmeister     |
| ---- | ----------------- | ------------------------- | ------------------ |
| 1948 | Borussia Dortmund | –                         | –                  |
| 1949 | Borussia Dortmund | –                         | –                  |
| 1950 | Borussia Dortmund | Rot-Weiß Oberhausen       | –                  |
| 1951 | FC Schalke 04     | Sportfreunde Wanne-Eickel | –                  |
| 1952 | Rot-Weiss Essen   | Rot-Weiss Essen           | –                  |
| 1953 | Borussia Dortmund | 1. FC Köln                | –                  |
| 1954 | 1. FC Köln        | FC Schalke 04             | –                  |
| 1955 | Rot-Weiss Essen   | nicht ausgetragen         | –                  |
| 1956 | Borussia Dortmund | Fortuna Düsseldorf        | VfB Speldorf       |
| 1957 | Borussia Dortmund | Fortuna Düsseldorf        | VfL Benrath        |
| 1958 | FC Schalke 04     | Fortuna Düsseldorf        | Hombrucher FV 09   |
| 1959 | Westfalia Herne   | Schwarz-Weiß Essen        | TuS Duisburg 48/99 |
| 1960 | 1. FC Köln        | Borussia Mönchengladbach  | BV Osterfeld       |
| 1961 | 1. FC Köln        | Hamborn 07                | SV Siegburg 04     |
| 1962 | 1. FC Köln        | Fortuna Düsseldorf        | TuRa Bonn          |
| 1963 | 1. FC Köln        | Borussia Dortmund         | Lüner SV           |
| 1964 | –                 | 1. FC Köln                | Homberger SV       |

## Südwest
| Jahr | Meister              | Pokalsieger           | Amateurmeister          |
| ---- | -------------------- | --------------------- | ----------------------- |
| 1946 | 1. FC Saarbrücken    | –                     | –                       |
| 1947 | 1. FC Kaiserslautern | –                     | –                       |
| 1948 | 1. FC Kaiserslautern | –                     | –                       |
| 1949 | 1. FC Kaiserslautern | –                     | –                       |
| 1950 | 1. FC Kaiserslautern | –                     | –                       |
| 1951 | 1. FC Kaiserslautern | –                     | –                       |
| 1952 | 1. FC Saarbrücken    | –                     | –                       |
| 1953 | 1. FC Kaiserslautern | TuS Neuendorf         | –                       |
| 1954 | 1. FC Kaiserslautern | mehrere Qualifikanten | –                       |
| 1955 | 1. FC Kaiserslautern | nicht ausgetragen     | –                       |
| 1956 | 1. FC Kaiserslautern | FK Pirmasens          | SV Niederlahnstein      |
| 1957 | 1. FC Kaiserslautern | 1. FC Saarbrücken     | FC 08 Homburg           |
| 1958 | FK Pirmasens         | 1. FC Saarbrücken     | VfB Theley              |
| 1959 | FK Pirmasens         | Borussia Neunkirchen  | Hassia Bingen           |
| 1960 | FK Pirmasens         | FK Pirmasens          | 1. FC Kaiserslautern II |
| 1961 | 1. FC Saarbrücken    | –                     | 1. FC Sobernheim        |
| 1962 | Borussia Neunkirchen | –                     | Phönix Bellheim         |
| 1963 | 1. FC Kaiserslautern | –                     | Viktoria Sulzbach       |
| 1964 | –                    | –                     | Germania Metternich     |

## Süd
| Jahr | Meister             | Pokalsieger           | Amateurmeister         |
| ---- | ------------------- | --------------------- | ---------------------- |
| 1946 | VfB Stuttgart       | –                     | –                      |
| 1947 | 1. FC Nürnberg      | –                     | –                      |
| 1948 | 1. FC Nürnberg      | –                     | –                      |
| 1949 | Kickers Offenbach   | –                     | –                      |
| 1950 | SpVgg Fürth         | –                     | –                      |
| 1951 | 1. FC Nürnberg      | –                     | –                      |
| 1952 | VfB Stuttgart       | –                     | –                      |
| 1953 | Eintracht Frankfurt | 1. FC Nürnberg        | –                      |
| 1954 | VfB Stuttgart       | mehrere Qualifikanten | –                      |
| 1955 | Kickers Offenbach   | mehrere Qualifikanten | –                      |
| 1956 | Karlsruher SC       | Karlsruher SC         | Spvgg. 03 Neu-Isenburg |
| 1957 | 1. FC Nürnberg      | FC Bayern München     | TSV Amicitia Viernheim |
| 1958 | Karlsruher SC       | VfB Stuttgart         | VfB Friedberg          |
| 1959 | Eintracht Frankfurt | VfR Mannheim          | FC Singen 04           |
| 1960 | Karlsruher SC       | Karlsruher SC         | Borussia Fulda         |
| 1961 | 1. FC Nürnberg      | –                     | 1. FC Haßfurt          |
| 1962 | 1. FC Nürnberg      | –                     | SpVgg Büchenbach       |
| 1963 | TSV 1860 München    | –                     | VfB Stuttgart II       |
| 1964 | –                   | –                     | SV Wiesbaden           |